# جيروم سميث
جيروم سميث (بالإنجليزية: Jerome Smith)‏ هو موسيقي أمريكي، ولد في 18 يونيو 1953 في نيويورك في الولايات المتحدة، وتوفي في 28 يوليو 2000 في ميامي في الولايات المتحدة.

## وصلات خارجية
- جيروم سميث على موقع ميوزك برينز (الإنجليزية)
- جيروم سميث على موقع ديسكوغز (الإنجليزية)